# Graveyard Alive
Graveyard Alive ist ein kanadischer Low-Budget-Horrorfilm aus dem Jahr 2003, der unter der Regie von Elza Kephart entstand. Der auf dem Slamdance Film Festival prämierte Schwarzweiß-Zombiefilm vereint dabei neben genretypischen Gore-Elementen auch ironische und humorvolle Einlagen.

## Handlung
Das schüchterne, einsame und verträumte Mauerblümchen Patsy Power arbeitet gemeinsam mit ihrem ehemaligen Schulfreund, Chefarzt Dr. Dox, den sie noch immer leidenschaftlich verehrt, und dessen attraktiver Verlobter Goodie Tueshuze als Krankenschwester in der Unfallstation eines Krankenhauses. Patsy führt ein eher unscheinbares Dasein, bis eines Tages ein sonderbarer Patient, der offensichtlich tot ist, mit einer Axt im Schädel zur Behandlung auftaucht. Der Mann, der jedoch noch sprechen und laufen kann, wird nach erfolgreicher Operation zur weiteren Beobachtung stationär aufgenommen, wo er von Patsy gepflegt wird. Die beiden kommen sich bald näher, es entwickelt sich schließlich eine Freundschaft, bis sie vom Sonderling gebissen und infiziert wird.
Unterdessen bemerkt der aus der Ukraine stammende heruntergekommene Dr. Kapotsky, dass der Patient ein Zombie ist und tötet ihn rituell mit einem silbernen Messer. Die von merkwürdigen Träumen und einem langsamen körperlichen Verfall geplagte Patsy hingegen verändert sich radikal. Sie kleidet sich viel freizügiger und wird bald von ihrem „Angebeteten“ Dr. Dox, sowie anderen Männern des Klinikpersonals, sehr zum Unwohl von Goodie, umworben. Nach einem Rendezvous gelingt es ihr einen Pfleger zu infizieren.
Kapotsky bemerkt die veränderte Patsy, entlarvt sie bald als Zombie und versucht sie töten, doch sie kommt ihm zuvor und ersticht ihn. Um ihren unersättlichen Appetit nach rohem Fleisch nachzukommen, verspeist Patsy ihr Mordopfer und vergräbt die sterblichen Überreste. Um aber weiterhin an die benötigte „Nahrung“ zu kommen, verabreicht sie in der Folgezeit Patienten eine Überdosis an Morphin, was zu einem sprunghaften Anstieg der Todesfälle im Krankenhaus führt.
Der lüsterne Chefarzt Dox, dessen Verlobte Goodie einen vorehelichen Beischlaf verwehrt, fühlt sich zu seiner ehemaligen Schulfreundin körperlich hingezogen, was Goodie zu weitreichenden Untersuchungen veranlasst. Sie stößt dabei zufällig auf ein Zombiebuch von Kapotsky, das von wandelnden Leichen handelt, und bemerkt auch, dass Patsy ein Zombie ist – doch niemand glaubt ihr zunächst. Getrieben von dem Wunsch Patsy zu überführen, verliert Goodie langsam den Bezug zur Wirklichkeit, greift Patsy mit einem Messer an und treibt Dr. Dox geradezu in die Arme ihrer Konkurrentin, die nach anfänglichem Zögern ihn letztendlich beißt.
Am Ende des Films versucht Goodie, die zuvor aus einem Sanatorium floh, wohin man sie nach dem gescheiterten Mordversuch auf Patsy brachte, das ehemalige Mauerblümchen zu eliminieren. Doch inzwischen ist das gesamte Krankenhauspersonal infiziert, so dass ihr Vorhaben misslingt.

## Auszeichnungen
Slamdance Film Festival
- 2004: Auszeichnung in der Kategorie „Beste Kamera“